# Terratrèmol de Tivissa de 1845

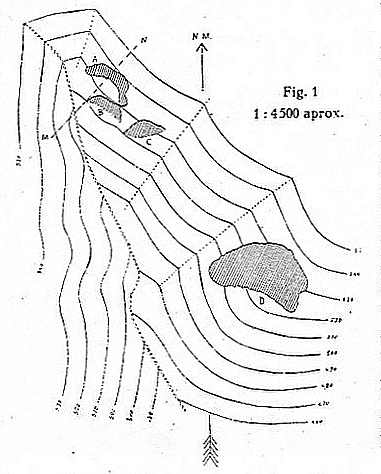
Mapa de la falla tectònica del terratrèmol de Tivissa.

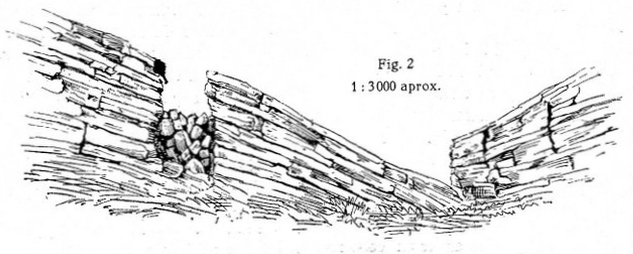
Secció vertical de la falla tectònica del terratrèmol de Tivissa.

El terratrèmol de Tivissa de 1845 fou un terratrèmol (d'un nivell 6-7 de l'escala de Mercalli), que tingué lloc la comarca de la Ribera d'Ebre, al llindar entre el Baix Camp, el Priorat i el Baix Ebre del 3 al 7 d'octubre de 1845.
Es calcula que l'epicentre d'aquest terratrèmol fou prop de la població Tivissa, on provocà danys a l'església i altres edificis especialment a la finca anomenada Manou. D'aquesta localitat, es poden observar unes falles del terreny molt profundes de 70m de llargària per 20m d'amplada amb roques de grans caigudes.
Aquesta va ser la notícia al Diari de Barcelona:
| « | ...Un testigo ocular me ha referido que entró o bajó anteayer en una gran abertura de un monte vecino, la cual considera él de tanta capacidad como la plaza de San Jaime de Barcelona, y observó en el centro un agujero sumamente profundo e insondable, dentro del cual tiró varias piedras sin que se percibiera el ruido de su caída. Había allí muchas piedras negras que despedían un hedor de azufre, de las cuales me ha entregado una muestra. El peligro de que creían verse amenazados en aquel ancho foso rodeado de altas peñas, que pueden desplomarse de un momento a otro y dentro del cual han quedado sepultados de raíz varios pinos de los más elevados, les hizo abreviar su excursión subterránea. En otros varios parajes, se han abierto grietas de mayor o menor importancia.. | » |

Sobre els efectes del terratrèmol a altres localitats, a Tortosa també es va percebre però sense gaire importància a Barcelona es van sentir tremolors.